# Nina (film, 1956)
Pour les articles homonymes, voir Nina.
Nina est un film ouest-allemand réalisé par Rudolf Jugert, sorti en 1956.

## Distribution
- Anouk Aimée : Nina Iwanowa
- Karlheinz Böhm : Frank Wilson
- Werner Hinz : Colonel Kapulowski